# デヴィッド・C・H・オースティン
デヴィッド・チャールズ・ヘンショー・オースティン （David Charles Henshaw Austin OBE、1926年2月16日 - 2018年12月18日）は、イギリスのバラ育種家。彼が作出したバラは、イングリッシュ・ローズ（English Roses）の総称で呼ばれている（イギリスの王立バラ協会が認定したバラの一種ではない）。日本ではデビッド・オースチンの名で紹介されているが、ここでは英語の発音表記に合わせてデヴィッド・オースティンとする。

## 経歴・人物
イングランドウェスト・ミッドランズシュルーズベリー出身。
彼は、オールド・ローズ（ガリカ、ダマスク、アルバなど）の芳香と特徴、そしてハイブリッド・ティーやフロリバンダの持つ繰り返し咲き性や色幅の広さを掛け合わせることを育種の重点としている。
彼が初めて世に送り出したバラは、1961年のコンスタンス・スプレイ（Constance Spry）である。最初や一季咲きや、返り咲いても初夏までのバラであったが、1969年のワイフ・オブ・バス（wife of Bath）　ザ・ナイト(The Knight)など1969年以降の作出年作品は、繰り返し咲き性のものを生み出すようになった。好きなバラは　「枝替わりだけど、ルドゥーテという薄いピンク色をした上品な種」とCHオースティンは　そう答えた2012年付近から英国の住宅事情が過密となり、鉢植えがメインになってきたのを境に2014年度あたりから、コンパクトに咲く品種がやや多く選ばれるようになった。　コンパクト品品種3：つる性1の割合で、最終選考をする考えでいた。また、CHオースティンはエリザベス女王2世と同年代である。
1992に年エリザベス女王2世が即位40周年を迎えたとき　ゴールデン・セレブレーション Golden Celebration)、2002年に、エリザベス女王2世　即位50周年を迎えたときジュビリー・セレブレーション(Jubilee Celebration)、2012年にエリザベス女王2世　即位60周年を迎えたときロイヤル・ジュビリー(Royal  Jubilee )これらを捧げた。1969年以降、ウルヴァーハンプトン近郊のアルブライトンに育種農場をかまえ、約190種の栽培品種を送り出している。品種名にはオースティンの家族の名や、イギリスの地理・歴史・文化、文学、演劇、王室にちなんだものがつけられている。2003年、イギリス王立園芸協会から、園芸への貢献をたたえられヴィクトリア名誉メダル（Victoria Medal of Honour）を受けた。2007年には大英帝国勲章を受けている。
2009年には　グラハム・トーマス　1983年作出　(Graham Thomas)　黄色い薔薇が、29カ国・世界バラ会議＜現在は37カ国＞　カナダ・バンクーバー大会にて「世界の殿堂入りに相応しい薔薇」として認定される。2018年12月18日に死去した。92歳没。

## 著作
- The Heritage of the Rose (1987)
- Old Roses and English Roses (1992)
- David Austin's English Roses : Glorious New Roses for American Gardens (1997)
- 100 English Roses for the American Garden (1997)
- Shrub Roses & Climbing Roses: With Hybrid Tea and Floribunda Roses (2001)